# Neothorelia
Neothorelia  es un género de plantas con flores con una especie pertenecientes a la familia Capparaceae.  

## Especies
- Neothorelia laotica Gagnep.